# E551号線
E551号線 (E551ごうせん、英: European route E551) はチェコにあり、チェスケー・ブジェヨヴィツェ – フンポレツを結ぶ、欧州自動車道路のBクラス幹線道路。
- チェコ
  - E55号線,E49号線 – チェスケー・ブジェヨヴィツェ
  - E50号線,E65号線 – フンポレツ